# Michael Sorrentino
Michael Paul Sorrentino (Staten Island, Nueva York, 4 de julio de 1982), también conocido como The Situation, es una personalidad de televisión y modelo estadounidense. Apareció en el programa de telerrealidad de MTV Jersey Shore en las seis temporadas, desde diciembre de 2009 hasta su último episodio en diciembre de 2012.

## Carrera
Michael Sorrentino ha estado en  Jersey Shore desde su debut en 2009. Desde su aparición en ese programa, Sorrentino ha sido invitado en muchas series de televisión, como The Howard Stern Show, The Tonight Show with Conan O'Brien, The Jay Leno Show, Lopez Tonight, SportsNation, Chelsea Lately, The Ellen DeGeneres Show y Conan. Sorrentino fue un concursante en la temporada 11 de Dancing with the Stars, siendo eliminado en la cuarta semana. Su pareja de baile fue Karina Smirnoff. En 2010, Sorrentino apareció con Bristol Palin en un anuncio de servicio público para Candie's Foundation, como parte de su campaña Pause Before You Play para prevenir el embarazo adolescente. En octubre de 2010, Sorrentino planificó una asociación con Ross Franklin, CEO de RF Consulting, para implementar un concepto de acondicionamiento físico con The Fairmont Hotels. La gerencia del grupo hotelero anuló el trato. En enero de 2011, Sorrentino firmó para protagonizar la serie web de YOBI.tv, Random Talent, coprotagonizada por el comediante británico Ben Green. El nombre de la serie más tarde se cambió a New Stage después del título de la canción del tema del mismo nombre, escrito e interpretado por otro coestrella del programa, Mykell. Sorrentino ganó más de $5 millones de dólares en 2010, la segunda más alta de cualquier otra estrella de telerrealidad después de Kim Kardashian. Este dinero se acumuló a través de endosos con Devotion Vodka, zapatos Reebok Zigtech, así como una autobiografía escrita por fantasmas, una canción de rap, un DVD de entrenamiento, una línea de vitaminas para GNC, una línea de ropa, y apariciones en Jersey Shore y Dancing with the Stars. En marzo de 2011 Sorrentino apareció en Comedy Central Roast de Donald Trump. Su actuación se convirtió en un punto de burla que los otros roasters, como Jeff Ross, capitalizaron. En agosto de ese año, el minorista de moda Abercrombie & Fitch le ofreció a Sorrentino una cantidad "sustancial" de dinero para no vestir la ropa de la compañía. Un portavoz de la compañía explicó que «la asociación del señor Sorrentino con nuestra marca podría causar un daño significativo a nuestra imagen». En noviembre de 2011, Sorrentino entabló una demanda contra A&F después de que fabricaran camisetas que decían «The Fitchuation» y «GTL...You Know The Deal». El 22 de febrero de 2012, Sorrentino apareció en un pequeño papel en Suburgatory de ABC. En junio de 2012, participó en el programa de citas de Fox, The Choice. El 15 de agosto de 2012 se convirtió en compañero de piso en la décima serie de Celebrity Big Brother en Channel 5 y el 7 de septiembre de 2012 quedó en cuarto lugar en la serie final. En octubre de 2012, apareció en una campaña publicitaria de PETA promoviendo la esterilización y castración de mascotas. En 2014, apareció en un reality show con su familia, que se emitió en la red de TVGN. En 2015, participó en la quinta temporada de Marriage Boot Camp: Reality Stars con su compañera, Lauren Pesce. En 2016 participó en la novena temporada de Worst Cooks in America. En abril de 2017, Sorrentino apareció en Marriage Boot Camp: Reality Stars Family Edition We TV con sus hermanos Marc y Máximo Sorrentino. En 2018, se confirmó que un reinicio de Jersey Shore, llamado Jersey Shore: Family Vacation, saldría al aire en MTV, con Sorrentino regresando como miembro del elenco.

## Vida personal
Michael Sorrentino nació en West New Brighton, Staten Island, Nueva York, y creció en el Municipio de Manalapan, Nueva Jersey. Sorrentino asistió a Manalapan-Englishtown Middle School y Manalapan High School, donde se graduó en 2000. Después de la escuela secundaria, obtuvo un título asociado de Brookdale Community College y asistió a la Universidad Kean y a la Universidad de Monmouth. Él tiene dos hermanos mayores, Frank y Marc, y una hermana menor llamada Melissa. 
Marc también se desempeña como gerente y socio de The Situation en MPS Entertainment. Sorrentino trabajó como asistente del gerente de un gimnasio en Staten Island. Cuando tenía 25 años, perdió este trabajo y comenzó a modelar ropa interior.
El 21 de marzo de 2012, Sorrentino confirmó que se había registrado en rehabilitación para «obtener el control de un problema de medicamentos recetados», que tenía con oxicodona. Salió del centro de tratamiento de Cirque Lodge en Utah el 4 de abril de 2012.
Desde el 2004 hasta 2007, Michael Sorrentino salió con su novia de la universidad, Lauren Pesce. Más tarde se reconciliaron y el 26 de abril de 2018, Sorrentino anunció que se habían comprometido. Se casaron el 1 de noviembre de 2018. En noviembre de 2020 anunciaron que estaban esperando su primer hijo. Su hijo Romeo nació el 26 de mayo de 2021. En julio de 2022 anunciaron que esperaban su segundo hijo. Su hija Mia nació el 24 de enero de 2023.

## Asuntos legales
El 17 de junio de 2014, Sorrentino fue arrestado por asalto después de una pelea en un salón de bronceado en el Municipio de Middletown, Nueva Jersey. En septiembre de 2014, Sorrentino fue acusado de fraude fiscal, supuestamente evitando pagar impuestos sobre $ 8.9 millones. Según el Fiscal de los Estados Unidos, Sorrentino y su hermano, Marc, establecieron corporaciones S que pagaron gastos personales y no informaron los ingresos. En abril de 2017, se formularon cargos adicionales contra Sorrentino y su hermano, alegando evasión de impuestos y la estructuración de los depósitos bancarios para evitar el registro de umbrales. El 19 de enero de 2018, Sorrentino se declaró culpable de un cargo de evasión de impuestos, como parte de un acuerdo con los fiscales. La sentencia fue programada para el 25 de abril. El juicio se llevó a cabo el 5 de octubre en el Tribunal de Distrito de Nueva Jersey de los Estados Unidos en Newark, donde fue condenado a ocho meses de prisión y  dos años de libertad condicional supervisada después de ser liberado, además de 500 horas de servicio comunitario. El 22 de octubre de 2018, la jueza de distrito de los Estados Unidos, Susan Wigenton, emitió una orden que extendía la fecha para que Sorrentino se entregara a la Oficina Federal de Prisiones no antes del 15 de enero de 2019, o tan pronto como la Oficina de Prisiones lo designe. Al entregarse el 15 de enero, la Oficina de Prisiones designó que cumpliría su condena en la Institución Correccional Federal, en Otisville, Nueva York. El 17 de enero de 2019, el hermano de Sorrentino, Marc, comenzó a cumplir una sentencia de prisión de 2 años en la Institución Correccional Federal en Fairton, Nueva Jersey , aproximadamente a 320 km de la Institución Correccional Federal de Otisville. Sorrentino Fue puesto en libertad el 12 de septiembre de 2019.

## Filmografía
| Año           | Programa                                  | Papel        | Notas                          |
| ------------- | ----------------------------------------- | ------------ | ------------------------------ |
| 2009–12       | Jersey Shore                              | Él mismo     | Reparto principal              |
| 2010          | Dancing with the Stars                    | Él mismo     | Concursante de la temporada 11 |
| 2011          | New Stage                                 | Angel Adonis |                                |
| 2011          | The Roast of Donald Trump                 | Él mismo     | Roaster                        |
| 2012          | Suburgatory                               | D.J.         |                                |
| 2012          | Celebrity Big Brother                     | Él mismo     | Compañero de piso              |
| 2012          | Los tres chiflados                        | Él mismo     |                                |
| 2012          | The Choice                                | Él mismo     |                                |
| 2014          | The Sorrentinos                           | Él mismo     |                                |
| 2015          | Marriage Boot Camp: Reality Stars         | Él mismo     |                                |
| 2016          | Worst Cooks in America: Celebrity Edition | Él mismo     | Concursante                    |
| 2018–presente | Jersey Shore: Family Vacation             | Él mismo     | Reparto principal              |
| 2019          | Hollywood Medium with Tyler Henry         | Él mismo     | Temporada 4, Ep. 5             |